# Leonardo Azzaro
Leonardo Azzaro (* 30. Mai 1978 in Florenz) ist ein ehemaliger italienischer Tennisspieler.

## Karriere
Leonardo Azzaro gewann in seiner Karriere als Profi insgesamt acht Einzel- und 30 Doppeltitel. Davon allerdings nur einen Einzeltitel auf der ATP Challenger Tour. Im Doppel konnte er auf der Challenger Tour 17 Turniersiege feiern. Die restlichen Titel gewann er auf der ITF Future Tour. In der Tennis-Bundesliga der Herren spielt Azzaro seit 2005 für den TV Reutlingen. Hier gelang ihm in der ersten Saison der Aufstieg in die 1. Tennis-Bundesliga. In den Jahren 2006 und 2007 konnte sich die Mannschaft des TV Reutlingen noch in der Bundesliga halten. In der darauf folgenden Saison stieg Leonardo Azzaro mit seinem Team wieder in die zweite Bundesliga ab. Hier hielt er sich von 2009 bis 2013 und stieg anschließend wieder in die 1. Bundesliga auf. Im Jahr 2014 konnte er an Position elf einen erneuten Abstieg nicht verhindern. Bei seinen drei Grand-Slam Teilnahmen kam er im Doppel nie über die erste Runde hinaus.

## Erfolge
| Legende (Anzahl der Siege)  |
| --------------------------- |
| Grand Slam                  |
| ATP World Tour Finals       |
| ATP World Tour Masters 1000 |
| ATP World Tour 500          |
| ATP World Tour 250          |
| ATP Challenger Tour (18)    |

### Einzel

#### Turniersiege
| Nr. | Datum              | Turnier       | Belag | Finalgegner     | Ergebnis        |
| --- | ------------------ | ------------- | ----- | --------------- | --------------- |
| 1.  | 12. September 2004 | Aschaffenburg | Sand  | Tobias Summerer | 6:4, 6:77, 7:62 |

### Doppel

#### Turniersiege
| Nr. | Datum              | Turnier             | Belag           | Partner            | Finalgegner                              | Ergebnis          |
| --- | ------------------ | ------------------- | --------------- | ------------------ | ---------------------------------------- | ----------------- |
| 1.  | 12. August 2001    | San Benedetto       | Sand            | Stefano Galvani    | Stephen Huss Lee Pearson                 | 3:6, 7:67, 6:4    |
| 2.  | 30. Juni 2002      | Sassuolo            | Sand            | Potito Starace     | Manuel Jorquera Diego Moyano             | 6:3, 6:2          |
| 3.  | 15. September 2002 | Donezk              | Sand            | Federico Browne    | Michail Jelgin Dmitri Wlassow            | 63:7, 7:64, 7:5   |
| 4.  | 1. Juni 2003       | Ljubljana           | Sand            | Gergely Kisgyörgy  | Ivan Cerović Aleksander Slović           | 7:63, 6:3         |
| 5.  | 19. Juli 2003      | Budaörs             | Sand            | Gergely Kisgyörgy  | Tomáš Berdych Michal Navrátil            | 6:4, 4:6, 7:63    |
| 6.  | 30. Mai 2004       | Turin               | Sand            | Giorgio Galimberti | Hermes Gamonal Adrián García             | 6:1, 6:3          |
| 7.  | 15. August 2004    | Cordenons           | Sand            | Kornél Bardóczky   | Andrea Merati Christophe Rochus          | 6:2, 6:0          |
| 8.  | 12. Dezember 2004  | Ischgl              | Teppich (Halle) | Christopher Kas    | Gianluca Bazzica Massimo Dell’Acqua      | 7:5, 6:3          |
| 9.  | 11. September 2005 | Genua               | Sand            | Sergio Roitman     | Marco Pedrini Andrea Stoppini            | 6:1, 6:4          |
| 10. | 18. September 2005 | Budapest            | Sand            | Sergio Roitman     | Philipp Petzschner Lars Uebel            | 6:3, 5:7, 6:3     |
| 11. | 23. April 2006     | Chiasso             | Sand            | Lovro Zovko        | Amir Hadad Roko Karanušić                | 6:2, 7:5          |
| 12. | 6. August 2006     | Trani               | Sand            | Daniele Giorgini   | Alessandro Motti Daniel Muñoz de la Nava | 6:4, 3:6, [10:6]  |
| 13. | 5. August 2007     | Trani               | Sand            | Daniele Giorgini   | Fabio Colangelo Alessandro Motti         | 6:2, 7:5          |
| 14. | 12. August 2007    | Vigo                | Sand            | Lamine Ouahab      | Pablo Santos González Igor Sijsling      | 2:6, 6:4          |
| 15. | 9. September 2007  | Alphen aan den Rijn | Sand            | Lovro Zovko        | Jérémy Chardy Predrag Rusevski           | 6:3, 6:3          |
| 16. | 19. Juli 2008      | Rimini              | Sand            | Marco Crugnola     | Cătălin-Ionuț Gârd Matwé Middelkoop      | 6:1, 6:1          |
| 17. | 27. September 2008 | Neapel              | Sand            | Alessandro Motti   | Ismar Gorčić Antonio Maiorano            | 6:75, 6:3, [10:7] |

## Abschneiden bei Grand-Slam-Turnieren

### Doppel
| Turnier         | 2006 | 2007 | Karriere |
| --------------- | ---- | ---- | -------- |
| Australian Open | —    | 1    | 1        |
| French Open     | —    | —    | —        |
| Wimbledon       | 1    | —    | 1        |
| US Open         | —    | 1    | 1        |

Zeichenerklärung: S = Turniersieg; F, HF, VF, AF = Einzug ins Finale / Halbfinale / Viertelfinale / Achtelfinale; 1, 2, 3 = Ausscheiden in der 1. / 2. / 3. Hauptrunde; Q1, Q2, Q3 = Ausscheiden in der 1. / 2. / 3. Runde der Qualifikation; n. a. = nicht ausgetragen